# Liste der Monuments historiques in Javené
Die Liste der Monuments historiques in Javené führt die Monuments historiques in der französischen Gemeinde Javené auf.

## Liste der Objekte (unvollständig)
| Bezeichnung               | Beschreibung                              | Standort                       | Kennzeichnung | Schutzstatus | Datum | Bild |
| ------------------------- | ----------------------------------------- | ------------------------------ | ------------- | ------------ | ----- | ---- |
| Skulptur Madonna mit Kind | Stein, polychrom gefasst, 14. Jahrhundert | in der Kirche St-Martin (Lage) | PM35000820    | Classé       | 1994  |      |